# 24 février dans les chemins de fer
24 janvier 24 mars
Chronologies thématiques
- Croisades
- Sports
- Disney

Cette page concerne les événements qui se sont déroulés un 24 février dans les chemins de fer.

## Événements

### XXesiècle
- 1929. France : Fermeture du Tramway de Saint-Romain-de-Colbosc dans le département de Seine-Maritime (Seine-Inférieure).
- 1977. Italie : Inauguration du premier tronçon (122 km) de Settebagni à Città del Pieve de la Direttissima (ligne à grande vitesse Rome-Florence).
- 1996. Royaume-Uni : La compagnie américaine Wisconsin Central Transportation Corporation (WCTC) acquiert les compagnies de fret Transrail, Loadhaul et Mainline Freight, issues du démantèlement de British Rail. Elles seront regroupées avec Rail Express System rachetée précédemment, sous le nom d'EWS (English,  Welsh and Scottish Railway).
- 1999. Pays-Bas : Cariane, filiale autocariste de la SNCF acquiert un tiers du capital de Syntus, société néerlandaise concessionnaire des transports régionaux de la province de Gueldre.